# Терховичі
Терховичі — (біл. вёска Церхавічы), село (веска) в складі Логойського району розташоване в Мінській області Білорусі, підпорядковане Логойській селищній раді.
Село Терховичі розташоване в центральних районах Білорусі, в північній частині Мінської області - орієнтовне розташування.